# Horatio Gordon Robley
Horatio Gordon Robley (28 de junio de 1840 – 29 de octubre de 1930) fue un inglés soldado, dibujante y macabro coleccionista de Mokomokai y antigüedades, especialmente de la etnia maorí.

## Primeros años
Robley nació el 28 de junio de 1840 en Funchal, Madeira, siendo hijo del matrimonio británico formado por el capitán John Horatio Robley y Augusta June Penfold. Robley siguió los pasos de su padre y se convirtió en soldado profesional. Sin embargo, también heredó las habilidades artísticas de su madre, y se convirtió en un consumado dibujante y acuarelista.

## Carrera militar
En 1858, Robley compró el cargo de alférez en la 68.º Infantería de Durham por un precio de 450 libras. Después de un breve período de entrenamiento en Irlanda, se unió a su regimiento en Birmania donde permaneció durante cinco años. Allí observó a la población local y aprendió su idioma. Además de sus deberes militares, Robley continuó realizando dibujos y realizando visitas en el terreno para documentar la vida cotidiana de los birmanos. Mientras dibujaba templos budistas, estableció amistades con varios monjes budistas, e incluso se dejó hacer una imagen tatuada de un Buda rojo en su brazo derecho. Este sería el principio de un interés de por vida en la práctica de los tatuajes. Los numerosos bocetos realizados durante este periodo, formaron la base para sus futuras ilustraciones algunos años más tarde, cuando la editorial británica Cassells & Co., le pidió que contribuyese a su publicación titulada Razas de la Humanidad.
En 1860, Robley fue enviado a Inglaterra durante un tiempo de licencia por enfermedad. Comenzó a especializarse en el tiro de rifle, por lo que solicitó y obtuvo un período para perfeccionarse en la Escuela de Mosqueteros. Al regresar a su regimiento, estuvo presente en el asedio de Delhi (1857); después, en Rangún, estuvo al mando de la guardia personal del exiliado rey mogol Bahadur Shah II.

### Servicio en Nueva Zelanda
En 1863, el 68.º Regimiento dejó Birmania para participar en las Guerra de las Tierras de Nueva Zelanda, y desembarcaron en Auckland, Nueva Zelanda el 8 de enero de 1864. Mostrando nuevamente el deseo de absorber la cultura de su entorno, Robley adquirió un vocabulario maorí y otros libros relacionados con el idioma local. En el siguiente mes de abril, Robley llevó sus tropas hacia Tauranga para unirse a las fuerzas del general Cameron que estaban en Pukehinahina, también conocida como Gate Pā. Las fuerzas británicas sufrieron una humillante derrota en la Batalla de Gate Pā el 29 de abril de 1864, con 31 muertos y 80 heridos, a pesar de que superaban en número al ejército maorí. Esta fue la mayor derrota sufrida por los británicos durante esta guerra: mientras las bajas británicas totalizaron más de un tercio de las tropas de asalto, las pérdidas humanas maoríes solo llegaron a 25.

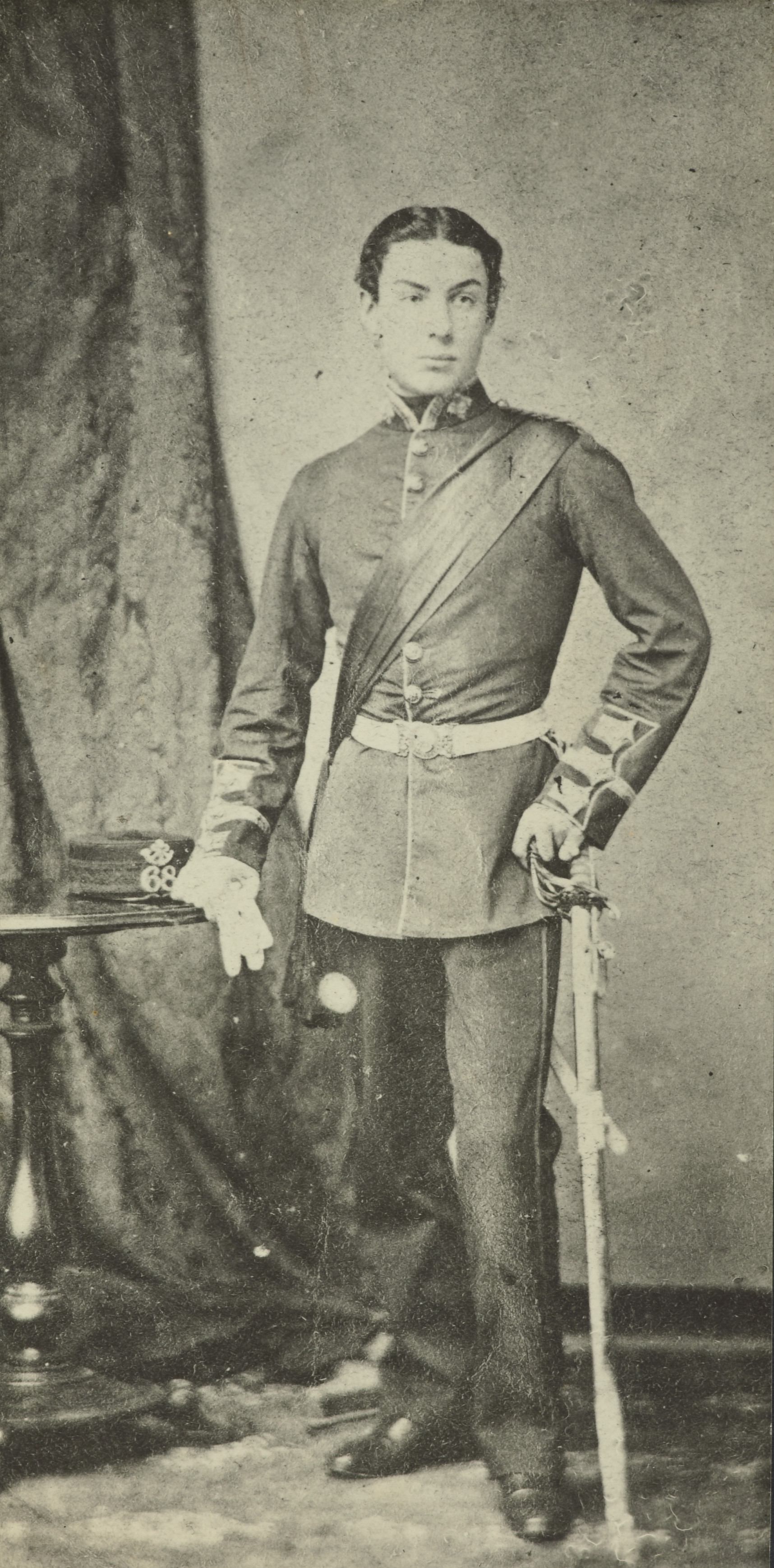
H. G. Robley, 1860.

Robley permaneció en Tauranga durante 19 meses hasta principios de 1866, en donde continuó realizando sus dibujos. Completó una serie de detallados bocetos de las defensas maoríes en Pukehinahina y continuó su interés hacia los tatuajes y realizó dibujos bien detallados sobre los diseños de los tatuajes presentes en los heridos y muertos. Varias de estas escenas fueron posteriormente reproducidas en el Illustrated London News entre 1864 y 1867.
Durante su estadía en Nueva Zelanda, conoció a la maorí Herete Mauao y tuvieron un hijo llamado Hamiora Tu Ropere.
Su regimiento fue retirado de Tauranga a comienzos de 1866 y embarcó de Auckland hasta Inglaterra a bordo del Spithead el 28 de junio de 1866. En 1870, Robley compró una capitanía por £1.100 libras, y el 4 de febrero de 1871, fue transferido a los Montañeses de Argyll y Sutherland. Permaneció en Servicio a Domicilio en 1880, cuando fue promovido a mayor y enviado a la isla Mauricio. Posteriormente fue enviado a Sudáfrica y realizó su servicio en Colonia del Cabo, Colonia de Natal y Zululandia. Luego viajó a Ceilán dónde, en 1882, fue promovido a teniente coronel y asumió el mando de su regimiento. Allí escribió la historia de su regimiento. En 1887, se retiró del Ejército con el rango de general y regresó a vivir en Londres.

## Últimos años

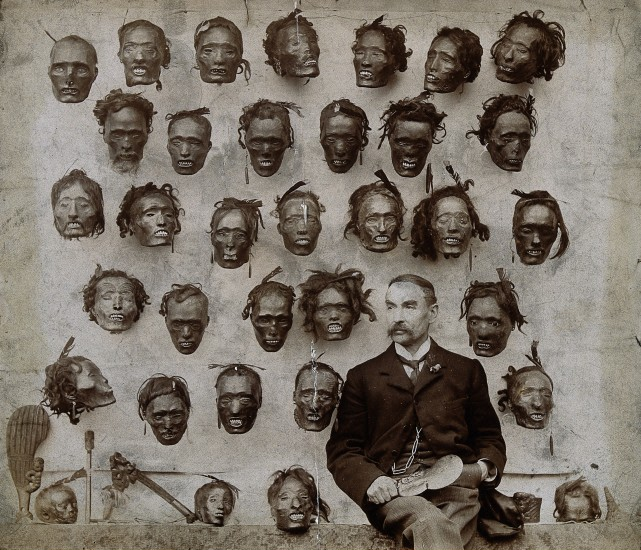
Robley con su colección de cabezas mokomokai (1895).

Continuando con la escritura después de su retiro, regresó a su interés en los tatuajes y escribió dos libros relacionados con su estadía en Nueva Zelanda y pronto clásicos sobre el tema, Tatuajes Moko o Maoríes en 1896 y Pounamu: Notas sobre Nueva Zelanda, Greenstone. En el primer libro, además de mostrar y explicar el arte del tatuaje maorí, también escribió varios capítulos sobre las cabezas tatuadas disecadas o mokomokai. Robley decidió adquirir tantos modelos de mokomokai como fuese posible, y finalmente creó una colección única de 35 cabezas humanas disecadas. En 1908, se las ofreció al gobierno de Nueva Zelanda por £1.000 libras; su oferta, sin embargo, fue rechazada. Más tarde, con excepción de los 5 mejores modelos que Robley retuvo, la colección fue adquirida por el Museo Americano de Historia Natural, Nueva York, por un precio equivalente a £1.250 libras.
Robley también coleccionaba antigüedades maoríes. Parte de esta fue adquirida a su muerte por el coleccionista William Ockelford Oldman, la cual fue adquirida por el Gobierno de Nueva Zelanda en 1948.
Robley mantuvo una animada correspondencia con varios neozelandeses y mantuvo estrechos vínculos con la alta comisión de Nueva Zelanda (el servicio diplomático dedicado a la isla) durante su vida. Falleció en Londres el 29 de octubre de 1930.

## Galería

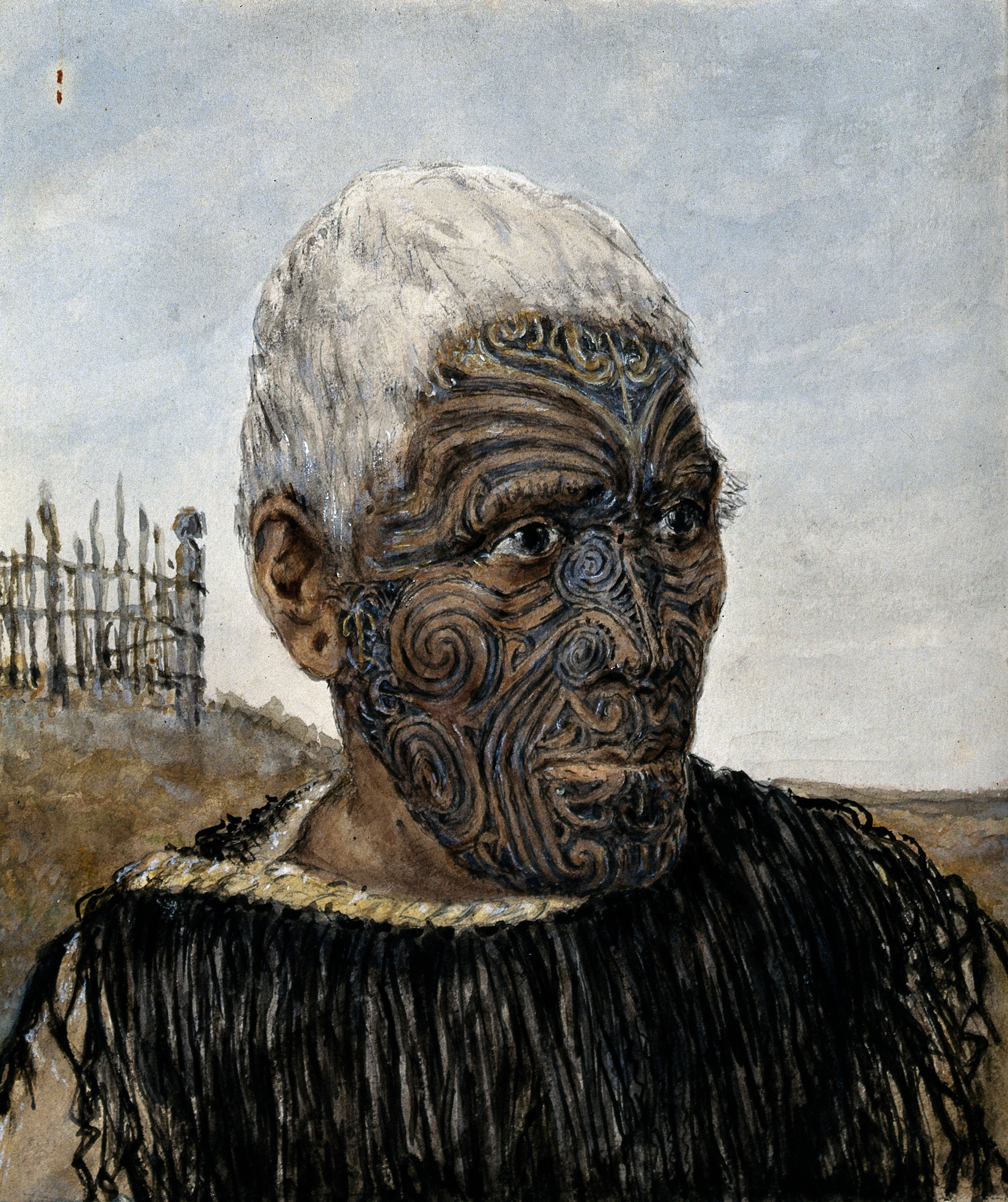
Te Manawa: un guerrero de Arawa. Realizado en acuarela
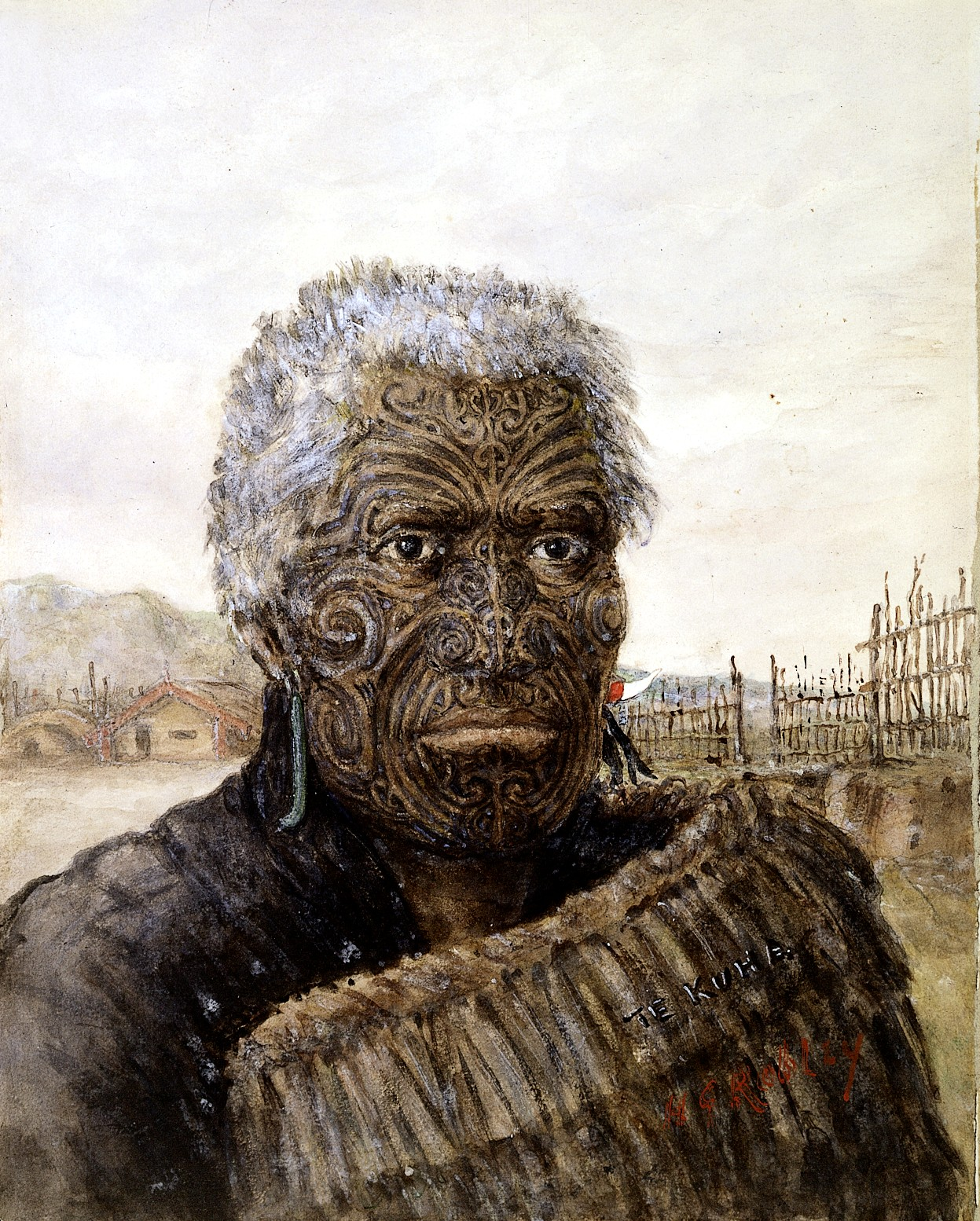
Te Kuha; tallador y guerrero. Realizado en acuarela
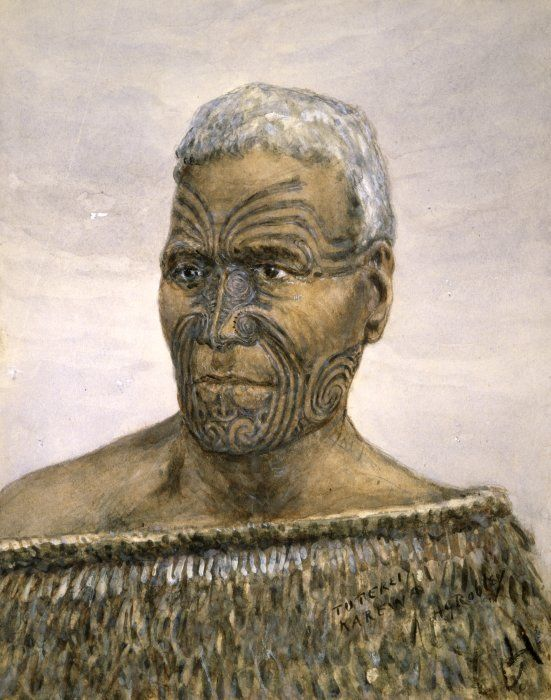
Tuterei Karewa; guerrero y jefe maorí. Realizado en acuarela
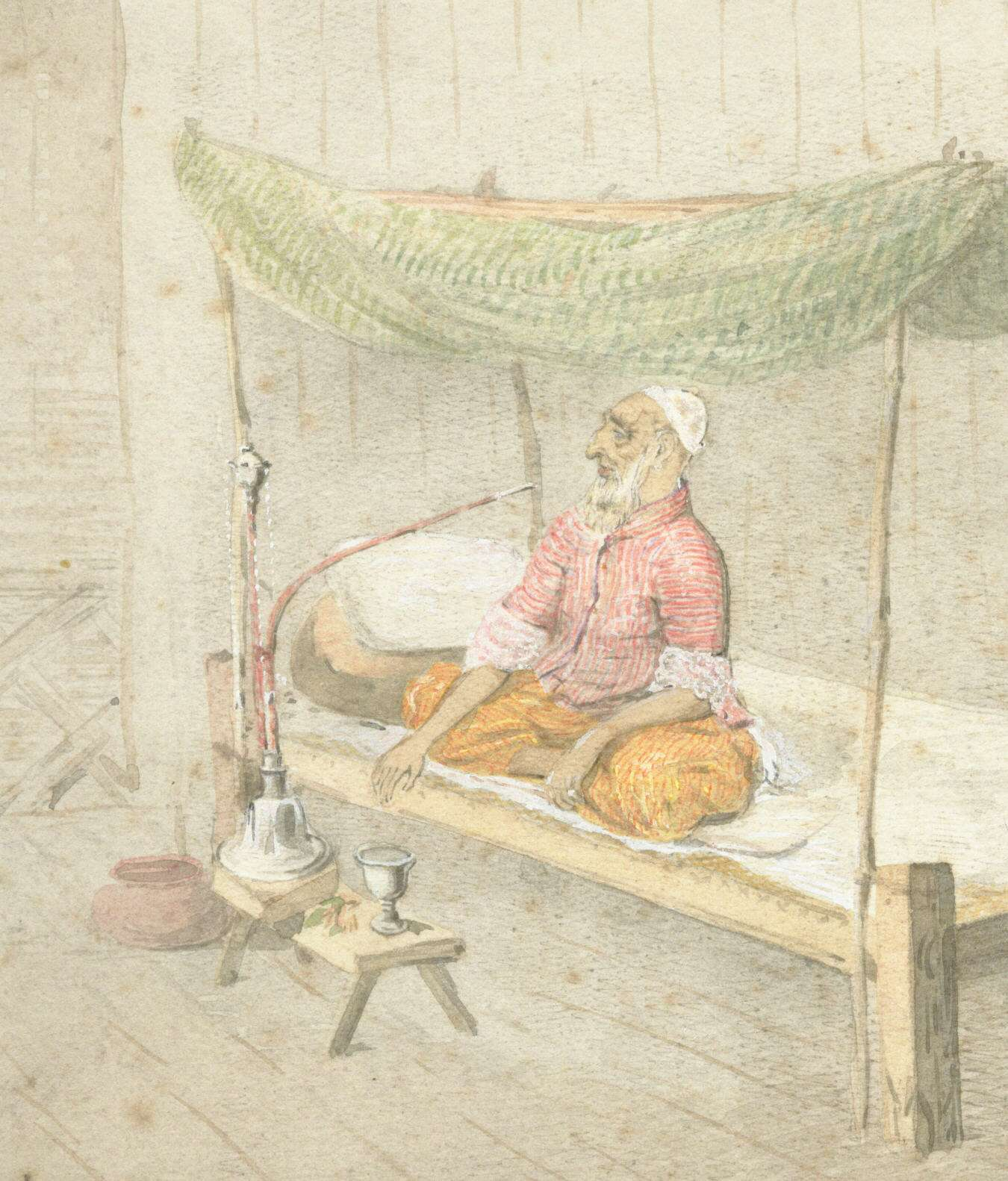
El Rey de Delhi, en donde se ve al rey mogol Bahadur Sha II durante su período en el exilio